# Playa de la Caleta (Málaga)
La playa de La Caleta es una playa del distrito Este de la ciudad de Málaga, en Andalucía, España. Se trata de una playa urbana situada en el litoral oriental de la ciudad, entre la playa de La Malagueta y los Baños del Carmen. Tiene unos 1000 metros de longitud y unos 20 metros de anchura media. Es una playa popular y frecuentada debido a su céntrica situación, en el barrio homónimo. Cuenta con toda clase de servicios.